# سانتی کاستیلیجو
سانتی کاستیلیجو (انگلیسی: Santi Castillejo؛ زادهٔ ۵ سپتامبر ۱۹۷۱) بازیکن فوتبال اهل اسپانیا است.
از باشگاه‌هایی که در آن بازی کرده‌است می‌توان به باشگاه فوتبال دپورتیوو آلاوس، باشگاه فوتبال نومانسیا، باشگاه خیمناستیک تاراگونا، باشگاه فوتبال اوساسونا، و باشگاه فوتبال لگانس اشاره کرد.